# 愛知県立武豊高等学校
愛知県立武豊高等学校（あいちけんりつたけとよこうとうがっこう）は、愛知県知多郡武豊町に所在する公立の高等学校。

## 設置学科
- 普通科
  - 子ども発達コース

## 部活動

### 運動部
- 卓球部
- 硬式野球部
- 弓道部
- 水泳部
- 男女バドミントン部
- 男子バスケットボール部
- サッカー部
- 女子バスケットボール同好会
- ハンドボール部
- 女子バレーボール同好会

### 文化部
- 美術部
- 茶華道部
- 被服食物部
- 吹奏楽部

## 出身者
- 永田能隆 - プロ野球選手。オリックス、中日に所属していた。現在は中日の打撃投手。
- 川上健司 - 明治大学ラグビー部員として、伝説の雪の早明戦に出場。

## 交通アクセス
- JR武豊線「武豊駅」下車、南西へ2.3km。
- 名鉄河和線「知多武豊駅」下車、南西へ1.7km。